# John Robison
John Robison (4. veljače 1739. – 30. siječnja 1805.) bio je britanski fizičar i matematičar te profesor prirodne filozofije (prethodnice prirodnih znanosti) na Sveučilištu u Edinburghu.
Kao član Edinburškog filozofskog društva u vrijeme kada je dobilo kraljevsku povelju, imenovan je prvim glavnim tajnikom Kraljevskog društva Edinburgha (1783.–1798.). Robison je izumio sirenu i surađivao s Jamesom Wattom na razvoju rane verzije automobila na parni pogon.
Nakon Francuske revolucije postao je skeptičan prema određenim idejama prosvjetiteljstva. Godine 1797. objavio je knjigu Dokazi urote protiv svih religija i vlada Europe, polemičko djelo u kojem optužuje slobodno zidarstvo za infiltraciju od strane Iluminata Adama Weishaupta te ga povezuje s revolucionarnim prevratima u Europi.